# Semidalis aleyrodiformis
Semidalis aleyrodiformis là một loài côn trùng trong họ Coniopterygidae thuộc bộ Neuroptera. Loài này được Stephens miêu tả năm 1836.